# Мерешть (Бакеу)
Мерешть, Мерешті (рум. Mărăști) — село у повіті Бакеу в Румунії. Входить до складу комуни Філіпень.
Село розташоване на відстані 252 км на північ від Бухареста, 18 км на схід від Бакеу, 71 км на південний захід від Ясс, 145 км на північний захід від Галаца.

## Населення
За даними перепису населення 2002 року у селі проживали 438 осіб, усі — румуни. Усі жителі села рідною мовою назвали румунську.